# Mwamashimba (Igunga)
Mwamashimba ist ein Verwaltungsbezirk (englisch Ward) des Distrikts Igunga in der tansanischen Region Tabora.

## Geografie
Mwamashimba ist ein ländlicher Bezirk im westlichen Teil des zentralen Hochlands von Tansania, etwa 25 Kilometer Luftlinie nordwestlich der Distrikthauptstadt Igunga. Bei der Volkszählung 2022 lebten 9993 Menschen in 1277 Haushalten auf einer Fläche von 104 Quadratkilometern.
Der Bezirk grenzt an vier Bezirke des Distrikts Igunga:
|           | Igurubi                                     |              |
| Mwamakona | Kompassrose, die auf Nachbargemeinden zeigt | Kining'inila |
|           | Mbutu                                       |              |

## Gliederung
Der Bezirk besteht aus drei Gemeinden (swahili Mtaa) mit 14 Orten (Kitongoji):
| Mwamashimba - Mwamashimba A - Mwamashimba B - Mwamholi - Mwangadule A | Mwanyalali - Mwanyalali - Mwamatiga A - Mwamatiga B - Mwangadule B | Jogohya - Jogohya - Mwabalimi - Mwanholi - Bugembe - Mwamapela - Mwamabeshi |

## Infrastruktur
- Bildung: Die Mwamashimba Secondary School ist eine staatliche weiterbildende Schule, die Tages- und Internatsschüler bis zur 4. Stufe ausbildet.[7]
- Gesundheit: In den Gemeinden Mwamashimba[8] und Jogohya[9] gibt es je eine staatliche Apotheke.